# CG-Raad
De Chronisch zieken en Gehandicapten Raad Nederland (CG-Raad) was een koepelorganisatie van circa 190 landelijke, provinciale en lokale gehandicapten- en patiëntenverenigingen.
De CG-Raad was in 2001 gevormd uit een fusie van de Gehandicaptenraad, die sinds 1977 de belangen van gehandicapten behartigde, en het Werkverband Organisaties van Chronisch Zieken (WOCZ).
De hoofddoelstelling waartoe diverse activiteiten ontplooid werden was het realiseren van een samenleving waaraan mensen met een chronische aandoening of handicap als volwaardig burger deelnemen, op basis van gelijke rechten, gelijke kansen en gelijke plichten.

## JoPla, het jongerenplatform van de Gehandicaptenraad
JoPla was het jongerenplatform van de Gehandicaptenraad. Het platform organiseerde een festival en verschillende protesten, zoals het protest tegen het ontoegankelijke openbaar vervoer op 9 februari 1988 op station Utrecht Centraal: zo'n 20 gehandicapte jongeren met spandoeken blokkeren spoor 11.

## Fusie
Op 1 januari 2014 fuseerde de CG-Raad met het Platform VG tot de nieuwe koepelorganisatie Ieder(in), een 'netwerk voor mensen met een beperking of chronische ziekte'.